# Nádherný

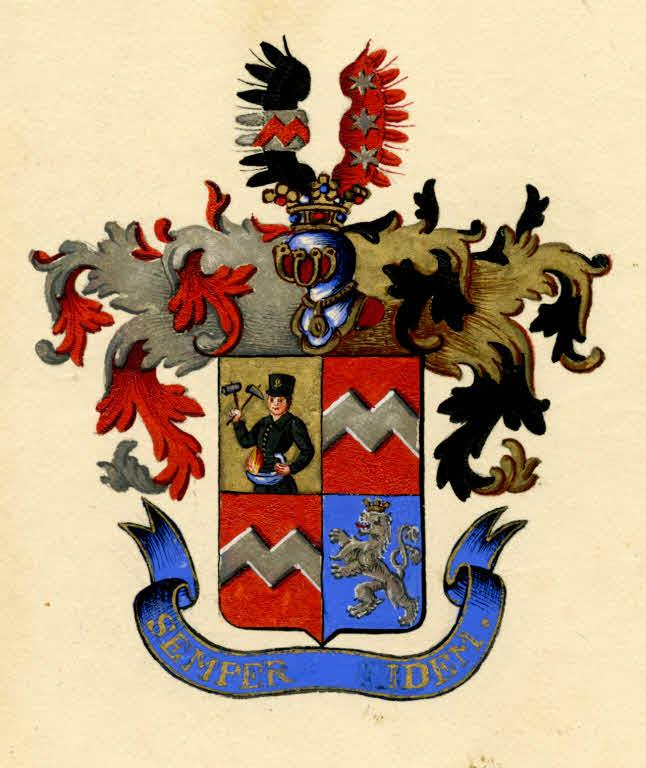
Wappen von Johann Edler von Nadherny (1838)

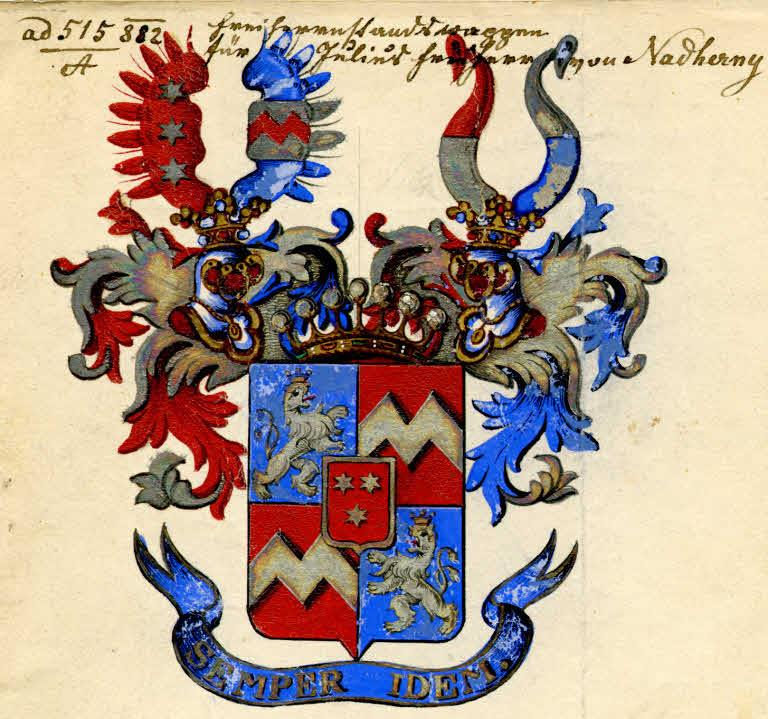
Wappen von Julius, Franz und Ignaz von Nadherny (Ritterstand 1849, Freiherrenstand 1882)

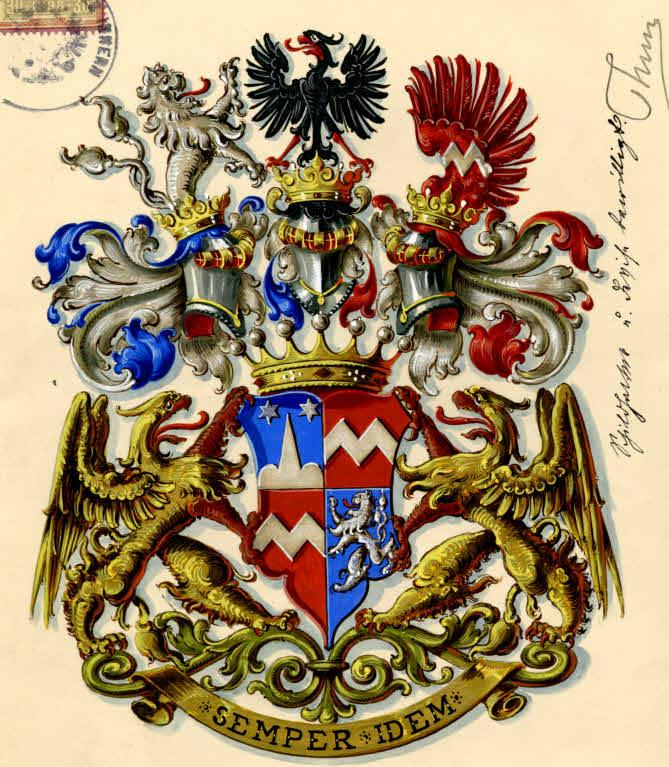
Wappen von Freiherr Johann Nadherny Ritter von Borutin (1882)

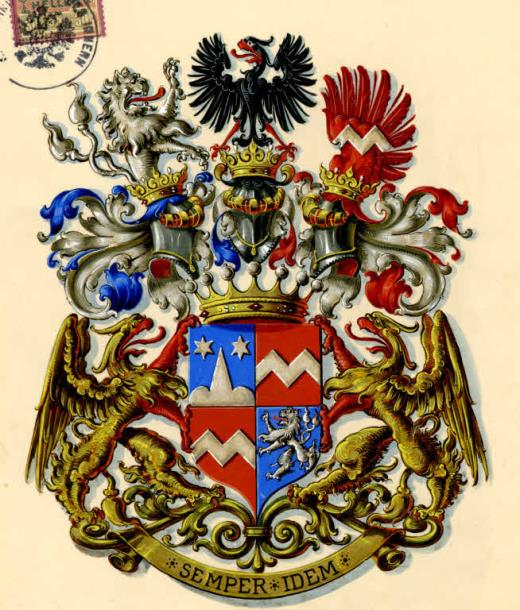
Wappen der Freiherren Rudolf und Othmar und der Freiin Amalia Nadherny von Borutin (1898)

Die Freiherren Nadherny von Borutin (tschechisch Nádherný z Borutína) sind ein junges böhmisches Adelsgeschlecht, das 1833 mit der Erhebung von Franz Nadherny in den einfachen österreichischen Adelsstand entstand. Später wurden beide Linien der Industriellen- und Beamtenfamilie in den Ritterstand und Freiherrenstand erhoben. Die jüngere Linie ist 1997 erloschen.

## Geschichte
Die Familie Nádherný lässt sich bis ins 17. Jahrhundert zurückverfolgen. Als erster nachweislicher Vertreter der in Südwestböhmen und Prag ansässigen Familie gilt der Prager Bürger Martin Nádherný (1645–1731), der in Narysov verstarb. Seine beiden Söhne waren Jan Nádherný (1680–1746) und Pavel Nádherný (* 1690). Aus der Ehe von Jan Nádherný mit Ludmila [NN] entstammen die Söhne Bartoloměj (1727–1805) und František (1734–1804). Die Söhne des Müllers Bartoloměj Nádherný und seiner Frau Anna Černochová waren Jan Nepomuk (1772–1860), František (1779–1848) und Ignác (1787–1867).

### Nádherný von Borutín (Ältere Linie)
- Jan Nepomuk Nádherný, der erfolgreich als Eisenhändler und Unternehmer tätig war, erwarb seit dem Ende des 18. Jahrhunderts u. a. die Güter Kamenice nad Lipou, Chotoviny, Jistebnice, Mezdříčí, Svatkovice, Adršpach, Přehořov, Brandlín, Jeníčkova Lhota und Veselíčko auf. Am 15. August 1838 wurde er durch König Ferdinand V. in den Adelsstand erhoben und erhielt am 30. November 1838 ein Wappen verliehen. Jan Nepomuk Nádherný war seit 1795 mit Antonia John (1774–1816) aus Brüx verheiratet. Aus dieser Ehe entstammen sein einziger Sohn und Universalerbe Ludvík Karel sowie die Töchter Anna und Theresia. Seine 1834 mit Katharina Handwerk geschlossene zweite Ehe blieb kinderlos.
  - Ludwig Karl Nadherny/Ludvík Karel Nádherný (1800–1868), der nach dem Tode des Vaters die Güter Jistebnice, Chotoviny und Veselíčko geerbt hatte, wurde am 8. September 1865 mit den Prädikat von Borutín in den Ritterstand erhoben. Seit 1837 war er mit Sidonie Korb von Weidenheim (1817–1879) verheiratet und hatte sechs Kinder. 1863 gründete er die Nadhernysche Familienstiftung. Er verstarb am 5. Mai 1868 in Prag. Sein Sohn Hanno erbte Chotoviny, Othmar Jistebnice und Emil Veselíčko.
    - Jan, genannt Hanno Nádherný von Borutín (1838–1891) war seit 1868 mit Marietta Bulgarini d'Elci (1848–1909) verheiratet. Er erbte 1868 Chotoviny und wurde am 26. März 1882 in den österreichischen Freiherrenstand erhoben. Er war Bürgermeister von Tábor und gehörte zwischen 1882 und 1891 dem Reichsrat an. Er ist der Vater von
      - Ludovika Nádherná von Borutín (1869–1931), Schwester der Kongregation Herz Jesu in Pressbaum bei Wien
      - Zdenka Nádherná von Borutín (1870–1956) war seit 1891 mit Hermann von Attems-Gilleis (1865–1951) verheiratet. Sie war die Mutter von
        - Maximilian Attems-Heiligenkreuz (1892–1977), österreichischer Botschafter, Volkswirtschaftler und Schriftsteller

      - Oskar Nadherny von Borutín/Oskar Nádherný z Borutína (1871–1952) studierte Rechtswissenschaften an der tschechischen Universität Prag und war von 1918 bis 1929 im Handelsministerium der Tschechoslowakei tätig. Er war seit 1900 verheiratet mit Maria Gisela Luise Sophia Caroline Laura Adalberta Petronilla, genannt Mitta, Deym von Střítež (1863–1916) und seit 1922 mit Stanislava Maria Chmielewská (1887–1967). Seine Tochter war Marie Nádherná von Borutín († 1971).
      - Erwin Nadherny von Borutin/Ervin Nádherný z Borutína (1871–1944) studierte Rechtswissenschaften an der tschechischen Universität Prag. 1891 erbte er das väterliche Gut Chotoviny. Er war Mitglied des Böhmischen Landtages und Vizepräsident des Verbandes der Großgrundbesitzer in der Tschechoslowakei. Verheiratet war er seit 1900 mit Leopoldina, genannt Dinka von Ringhoffer (1878–1945), einer Tochter des Franz von Ringhoffer. Aus der Ehe gingen hervor
        - Marie Antoinette, genannt May, Nádherná von Borutín (1901–1974)
        - Maria Franziska Nádherná von Borutín (1902–1972), sie war seit 1922 mit Karl Richard Baratta-Dragono (1887–1982) verheiratet
        - Johann Nepomuk Maria, genannt Hanno, Nádherný von Borutín (1904–1936)
        - Erwin Wenzel Maria Nádherný von Borutín (1909–1985), er heiratete 1942 in Sterzendorf Sophia Saurma von und zu Jeltsch (* 1918). Sein Sohn war
        - Maria Johann Nepomuk Erwin Friedrich Nádherný von Borutín (1943–2005). Er erhielt nach der Samtenen Revolution das Schloss Chotoviny rückübertragen und kehrte aus den USA nach Tschechien zurück. Er war dreimal verheiratet: 1971 in Berkeley (Kalifornien) mit Linda Joan Grodczinsky, 1978 in Lake Tahoe (Nevada) mit Barbara Anne Botzon und 1999 in Chotoviny mit Marie Čtvrtečková (1948–2006). Er hatte fünf Kinder: Jan Ervín (1971–1995), Joan Marie und Joshua Paul entstammen der ersten Ehe, James Drew und Jamie Nicole der zweiten Ehe.

    - Konstantin Nádherný von Borutín (1839–1866), er fiel in der Schlacht bei Skalitz
    - Othmar Karl Ludwig Maria Nadherny von Borutin/Otmar Karel Ludvík Maria Nádherný z Borutína (1840–1925) erbte 1868 Jistebnice und heiratete 1876 auf Schloss Lünz (Mlýnce) Wilhelmine Baernreither (1856–1950). Am 13. Mai 1898 wurde er in den österreichischen Freiherrenstand erhoben. In der Zeit zwischen 1875 und 1907 war er mehrmals Mitglied des Böhmischen Landtages. Er ist der Vater von
      - Konstantin Maria Ludvík Josef Otmar Nádherný von Borutín (1877–1958), erbte die Güter Adršpach und Jistebnice. Nach der Machtübernahme durch die Kommunisten im Jahre 1948 emigrierte er nach Österreich. Verheiratet war er seit 1909 mit Carola Eugenie Ludovika Maria, genannt Lola von Gudenus (1884–1966). Deren Kinder waren
        - Othmar Konstantin Nádherný von Borutín (1910–1988), er war seit 1935 mit Sylvie Františka Věra Terezie Antonie Josefa Marie Czernin von und zu Chudenitz (1916–1979) verheiratet. Der Ehe entstammen
          - Johann Georg Konstantin Nádherný von Borutín (* 1936) ist seit 1968 mit Jutta Klein verheiratet und hat zwei Kinder Alexandra und Konstantin.
          - Christian Jaromir Konstantin Othmar Nádherný von Borutín (1939–2005), er war seit 1969 mit Ladislaja Maria Anna Henriette Hippolitta Josefa von Orsini-Rosenberg verheiratet und hatte zwei Töchter Tanja Maria Luise Sylvia und Olivia Maria Jutta Eleonore.

        - Georg Ghislain Gabriel Nádherný von Borutín (1911–1967)
        - Marie Karolina, genannt Maritschi Nádherná von Borutín (1915–2004), sie heiratete 1936 in Moravec Franz von Ringhoffer (1902–1937) und 1941 in Niederadersbach Ottokar Karl Heinrich Marie Josef Anton von Haugwitz (1902–1989)
        - Karl Josef Konstantin Nádherný von Borutín (1919-), er heiratete 1946 Milada Blechová (1922–1967) und 1975 in Beamsville (Ontario) Monika Maria Ludovika Ferdinanda Josefa Bubna von Litic (* 1938). Der ersten Ehe entstammen die Söhne Douglas Constantin (* 1950) und Philip Charles Nádherný von Borutín (* 1954)

      - Marie Christina Jana Sidonie Josefa Nádherná von Borutín (1879–1964) war seit 1899 mit Alfred Maria von und zu Aichelburg (1875–1937) verheiratet
      - Josef Ludvík Maria Viktor Jan Nádherný von Borutín (1882–1970) war als Schriftsteller tätig. Nach der Machtübernahme durch die Kommunisten im Jahre 1948 emigrierte er zusammen mit seinem Bruder Konstantin nach Österreich. Er war viermal verheiratet: seit 1905 mit Josefina von Ringhoffer (1881–1922), von 1925 bis 1936 mit Maria Slatosch (1895–1961), von 1939 bis 1946 mit Margerita Hargas und nach 1946 mit Felicitas [NN]. Die zweite und dritte Ehe endete durch Scheidung. Aus seiner Erstehe entstammt
        - Josef Emanuel Wilhelm Othmar Friedrich Georg Leopold Konstantin Maria Nádherný von Borutín (1905–1929), er verstarb bei einem Sturz in den Adersbacher Felsen.

      - Marie Anna Karolína Ludovika Vilemína Nádherná von Borutín (1887–1948)

    - Emil Ludvík Nádherný von Borutín (1841–1902) erbte 1868 Veselíčko. 1886 heiratete er in Wien Lilly Hauzser.
    - Karel Boromejský Jan Ludvík Nádherný von Borutín (1849–1895) war seit 1883 mit Amalie Klein von Wisenberg (1854–1910) verheiratet, einer Tochter des Unternehmers Albert Klein von Wisenberg und war der Vater von
      - Jan Karel Ludvík Sidonius Adalbert Julius Otmar Maria Nádherný von Borutín (1884–1913), er wurde am 13. Mai 1898 in den österreichischen Freiherrenstand erhoben
      - Karel Maria Ludvík Hubert Adalbert Nádherný von Borutín (1885–1931) wurde am 13. Mai 1898 in den österreichischen Freiherrenstand erhoben
      - Sidonie Amálie Vilemína Karolína Julie Marie, genannt Sidi, Nádherná von Borutín (1885–1950) wurde am 13. Mai 1898 in den österreichischen Freiherrenstand erhoben. Von 1920 bis 1933 war sie mit Maximilian Maria Moritz von Thun-Hohenstein (1887–1935) verheiratet, die Ehe wurde geschieden.

    - Viktoria Nádherná von Borutín (1850–1869) heiratete 1869 Konstantin Cantacuzene und verstarb wenig später

  - Anna Nádherná (* 1803), war seit 1819 mit Konstantin Elsenwangen verheiratet
  - Theresia Nádherná (* 1805)

Die Familiengrablege des Zweiges Nádherný von Borutín befindet sich in Chotoviny.

### Nadherny (Jüngere Linie)
Sie nimmt mit den Brüdern Franz (1779–1848) und Ignác Nádherný (1787–1867) ihren Ursprung.
- Franz Nadherny (1779–1848), ab 1833 Edler von Nadherny, ab 1838 Ritter Nadherny, war Kanzleidirektor der Vereinigten Hofkanzlei in Wien. Er war seit 1813 mit Emilia Sebald verheiratet. Aus der Ehe entstammten
  - Rosina Nadherny, verheiratete von Oross
  - Franz Nadherny (1814–1875) war seit 1852 mit Maria von Ghetaldi verheiratet und Vater von
    - Elisa Nadherny,
    - Emilia Nadherny und
    - Heinrich Nadherny. Er war seit 1894 mit Rosa Wiess verheiratet

  - Julius Franz Ignaz Nadherny (1821–1900), der Hof- und Ministerialrat war seit 1852 mit Friederike von Edelmann (1829–1904) verheiratet. Am 6. November 1882 wurde er in den österreichischen Freiherrenstand erhoben. Er war der Vater von Franz und Ernst Nadherny
    - Franz Nadherny (1853–1919), der Hofrat im Haus-, Hof- und Staatsarchiv heiratete 1881 Anna Habit (1860–1913) und war der Vater von
      - Anna Nadherny (1882–1958), sie war seit 1907 mit Josef Paul Maschat (1874–1943) verheiratet
      - Ernst Julius Johann Franz Nadherny (1885–1966), der Schauspieler heiratete 1910 in Hamburg Marthe Merkel (1885–1940) und 1941 in Wien Lia Panholzer (1903–1966). Aus der ersten Ehe entstammt
        - Günther Ernst Wilhelm Nadherny (1916–1997), Ministerialrat, er war seit 1943 mit Erika Mayer-Loos (1919–1975) verheiratet und hatte zwei Töchter, Christiane (* 1948) und Maria-Theresia (* 1952). Mit ihm erlosch der österreichische Zweig der Nadherny[1]

    - Ernst Nadherny (1856–1922), Hofrat im Ackerbauministerium
- Ignaz Nadherny (1787–1867), ab 1834 Edler von Nadherny, ab 1838 Ritter Nadherny, promovierte 1812 in Prag zum Doktor der Medizin. Im Jahre 1813 übernahm er den Lehrstuhl für Gerichts-, Polizei- und Theoretische Medizin an der Karls-Universität, ab 1814 war er dort Professor für Staatsmedizin. Zwischen 1820 und 1849 wirkte er in Prag als Direktor des medizinischen Studiums, in dieser Funktion richtete er 1838 in Prag den ersten Lehrstuhl für Pathologische Anatomie in der k.k. Monarchie ein. Ab 1857 war er als Ministerialrat im Unterrichtsministerium für das Medizinstudium in der k.k. Monarchie zuständig. Er war mit Katherina Amesberger verheiratet. Aus der Ehe entstammte
  - Ludvík Nádherný (1818–1883), verheiratet seit 1851 mit Marie Fiedler (1828–1894), seine Kinder waren
    - Olga Nádherná
    - Alfred Nádherný (1856–1863)
    - Hugo Nádherný (1858–1858)
    - Edgar Nádherný (1861–1883)

Die jüngere Linie der Nádherný bestand aus einem böhmischen und einem österreichischen Zweig. Ersterer erlosch 1883. Die jüngere Linie erlosch 1997 mit dem Tod von Günther Nadherny.

## Wappen
1882/1898: Schild quadriert. 1. In Blau ein silberner Dreiberg mit erhöhter Mittelkuppe, oben begleitet von zwei silbernen Sternen. 2. Und 3. In Rot ein silberner Zickzackbalken. 4. In Blau ein zweischwänziger silberner Löwe. Auf dem Schild ruht die Freiherrnkrone. Darüber erheben sich drei gekrönte Helme. Auf dem rechten steigt der Löwe von 4. Wachsend mit blau-silbernen Decken, auf dem mittleren mit rechts blau-silbernen, links rot-silbernen Decken ein rotbewehrter schwarzer Adler und auf dem linken ein mit dem Balken aus dem Schild belegter roter Flügel mit rot-silbernen Decken.